# Ан-26
Ан-26 (з кодифікації НАТО: Curl — «В'юнкий», у народі — «Настя») — турбогвинтовий багатоцільовий транспортний літак. Ан-26 відрізняється високою стійкістю, легкістю керування, простотою техніки пілотування та добрим оглядом з кабіни екіпажу, що робить його доступним для льотчиків середнього рівня вправності. Високі злітно-посадкові якості та прохідність шасі забезпечують літакові невибагливість до злітно-посадкових майданчиків, дозволяючи протягом цілого року застосовувати його на ґрунтових, трав'яних, галькових, піщаних, засніжених та розмоклих аеродромах з відносно невеликими розмірами.
Станом на 2020 рік, літак експлуатується у Китаї, Східній Європі, Африці. Ан-26 використовували війська ООН у Югославії, Анголі, Конго, Сомалі, Західній Сахарі тощо.

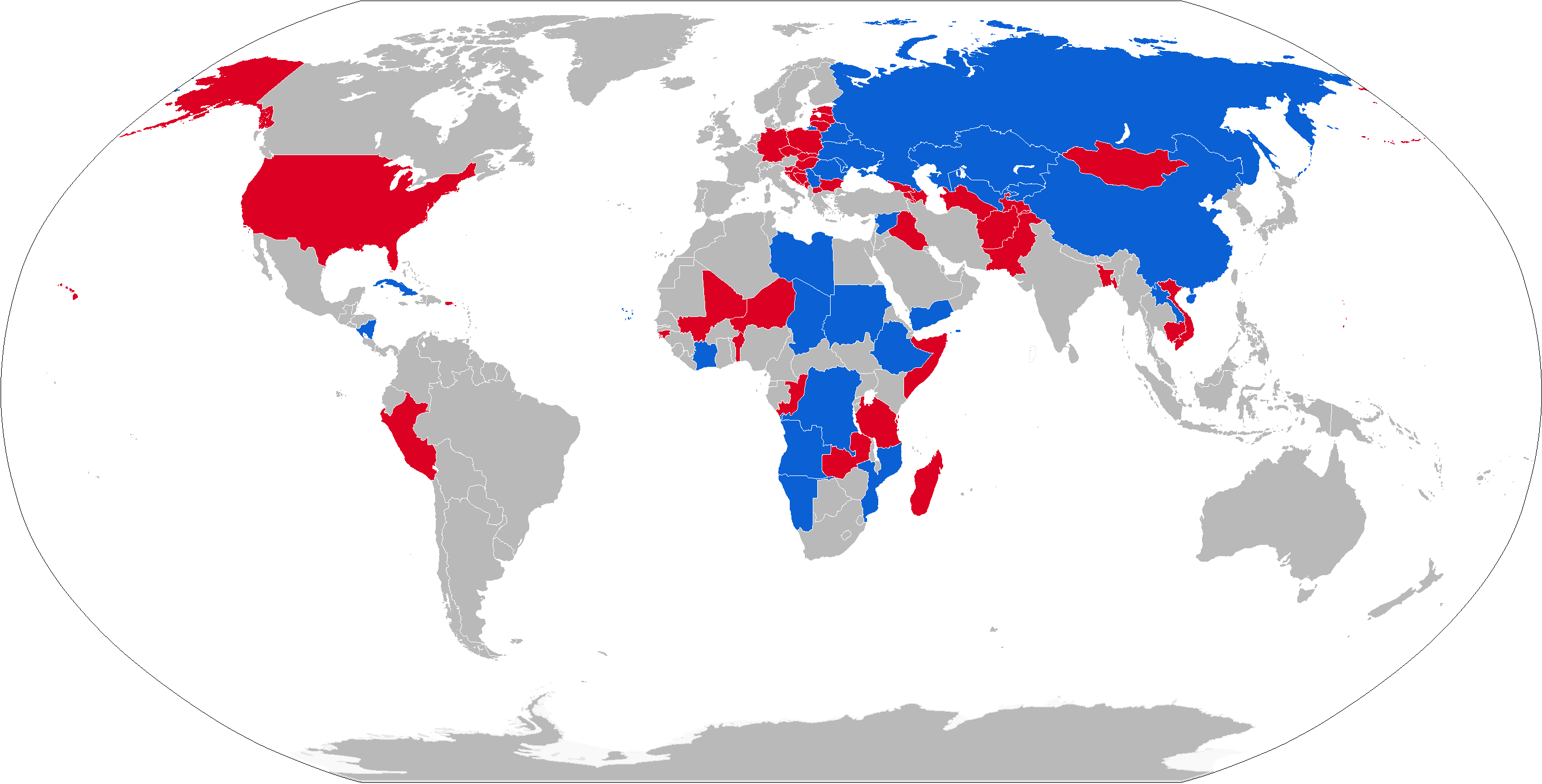
Карта операторів літака Ан-26: синє — теперішні оператори, червоне — колишні.

## Історія створення
Розробка військово-транспортного літака Ан-26 почалась в АНТК імені Олега Костянтиновича Антонова в 1964 році під керівництвом Віктора Олександровича Гарвардта. На початку 1968 року в виробництво була передана повна технічна документація, після чого провідним конструктором призначено Я. Г. Орлова (квітень 1969 року).
Перший політ Ан-26 здійснив 21 травня 1969 року, за штурвалом якого знаходився екіпаж у складі командира Ю. Н. Кетова, другого пілота В. А. Богданова, штурмана С. П. Кравченка, бортінженера П. Д. Ігнатієнка, бортрадиста М. А. Тупчієнка та провідного інженера з випробувань В. П. Линовського. Перший привселюдний показ літака відбувся 1969 року на авіасалоні в Ле Бурже. Державні випробовування продовжувались аж до 21 вересня 1970 року. Серійне виробництво було організоване на Київському авіазаводі. 29 серпня 1969 випущено першого серійного Ан-26. На озброєння у ВПС СРСР літак був прийнятим 26 травня 1975 року. У Аерофлоті літака почали експлуатувати з 1973 року. Виробництво літака тривало до 1986 року. З 1969 по 1986 було випущено 1403 літаки Ан-26. Також копія літака випускалась у Китаї під назвою Y-14.

## Технічний опис

### Фюзеляж

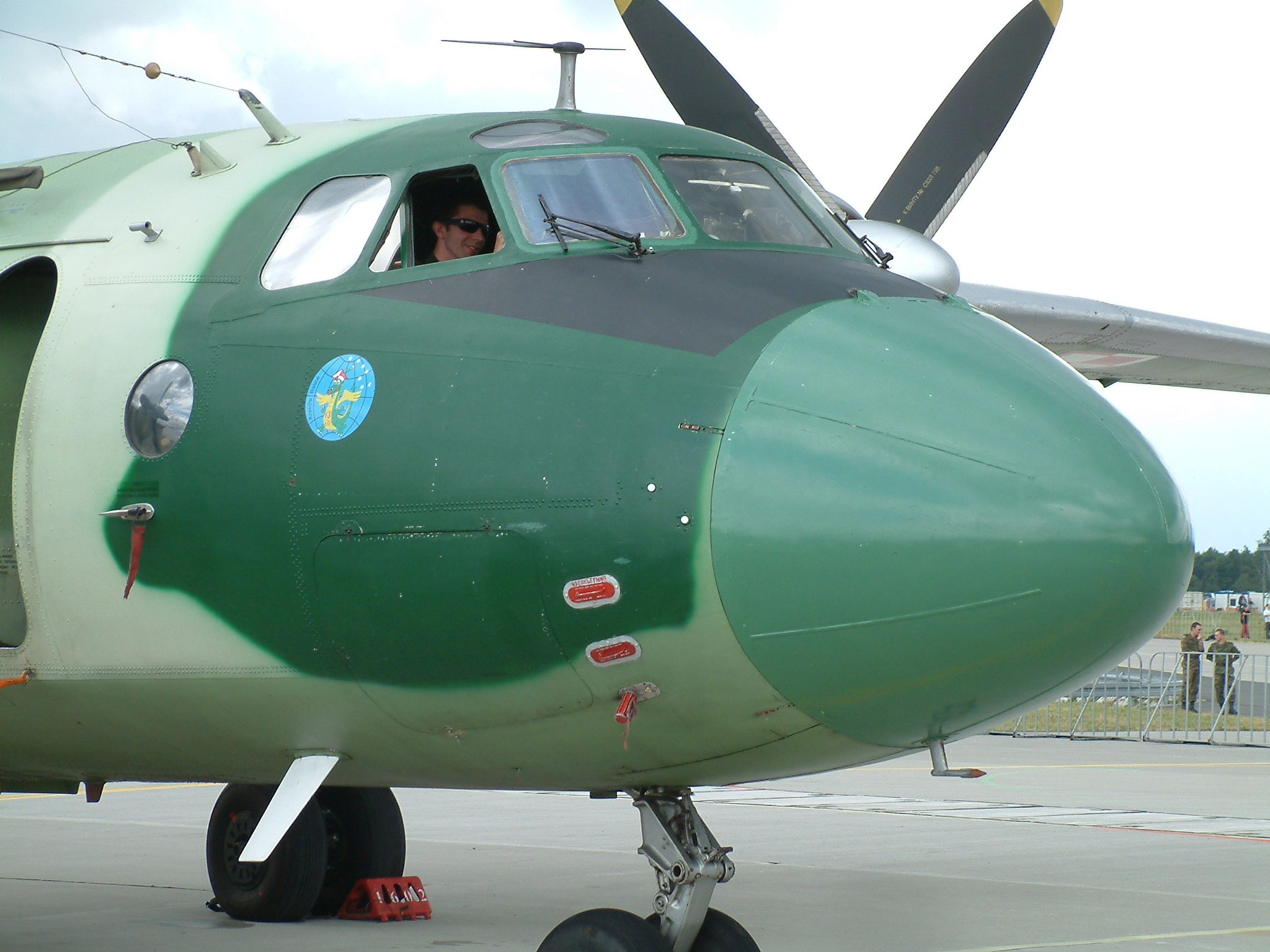
Носовий відсік. Ан-26 на авіабазі Познань-Кшесіна.

Фюзеляж суцільнометалевий, балково-стрингерний, типу півмонокок. Силовий набір складається з 51 шпангоута. Фюзеляж технологічно розділений на чотири частини: носова — відсік Ф1 (по 11-й шпангоут), середня — відсік Ф2 (з 12-го по 33-й шпангоут), люковий відсік (з 34-го по 40-й шпангоут) та хвостова частина — відсік Ф3 (з 41-го шпангоута). Більшість елементів конструкції фюзеляжу виготовлено з листового та профільованого дюралюмінію.
Носовий відсік герметичний. У ньому знаходяться кабіна екіпажу, між першим і сьомим шпангоутами. За нею розташована перегородка з дверима у вантажну кабіну. Носик фюзеляжу, до першого шпангоута, не герметичний, в ньому розміщена антена радіолокатора. Під кабіною екіпажу знаходиться відсік передньої стійки шасі. Між п'ятим і сьомим шпангоутами в правому борту знаходиться вікно радиста, а в лівому — блістер штурмана. В правому борту розташовано вхідні двері розміром 600×1400 мм. У кабіні пілотів є два аварійні люки: верхній, для покидання кабіни при вимушених посадках без шасі або на воду і нижній, для покидання літака в повітрі.

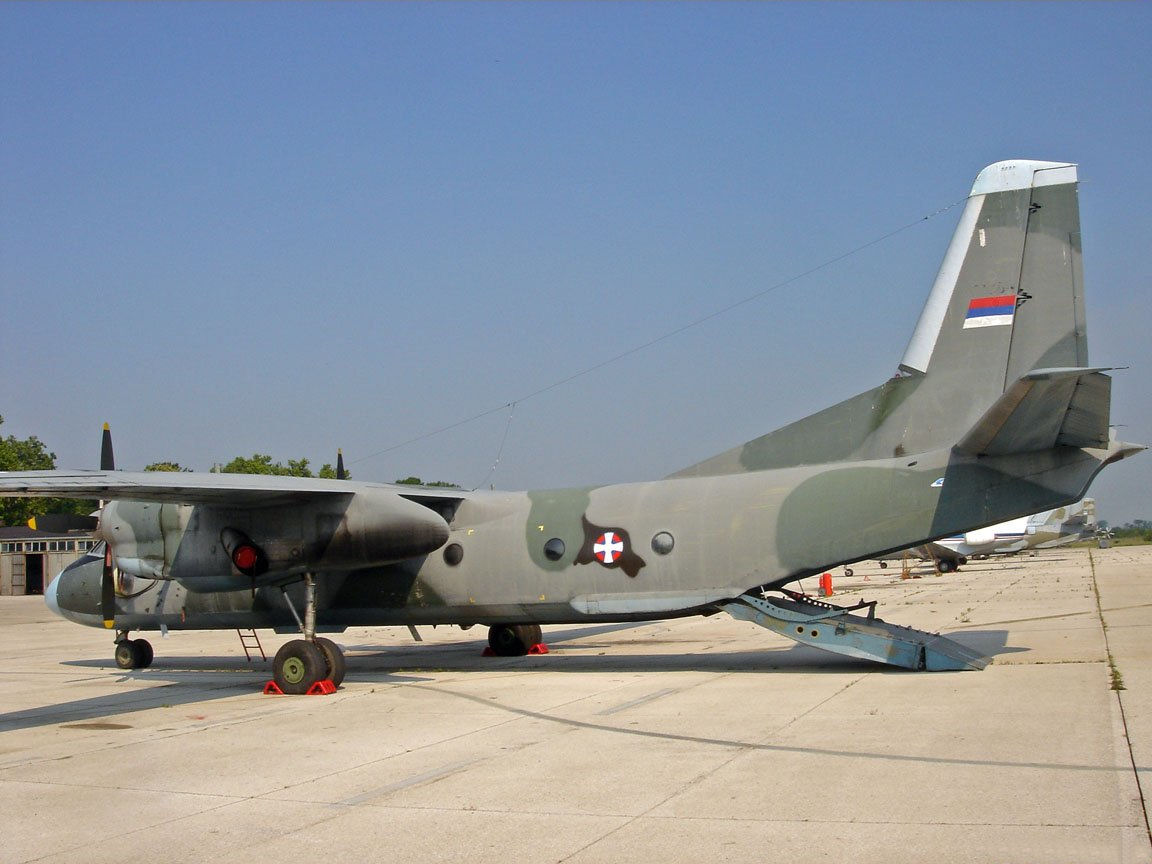
Рампа вантажного люка в опущеному положенні.

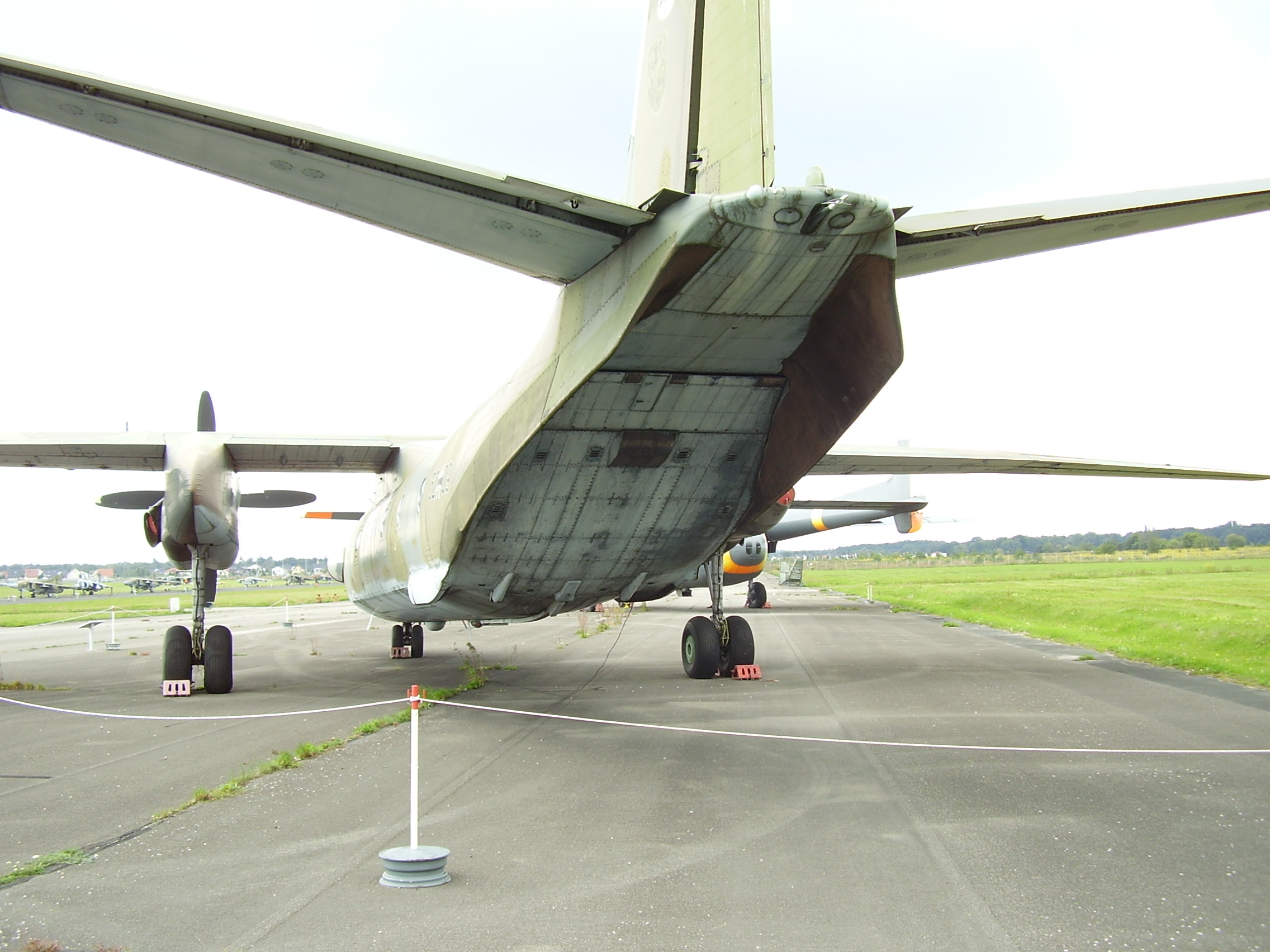
Хвостова частина Ан-26 із закритим вантажним люком. Музей ВПС Бундесверу.

Середня частина фюзеляжу герметична, в ній знаходиться вантажна кабіна. З обох боків вантажної кабіни розташовано по чотири округлих ілюмінатори. На стелі між 29 і 39 шпангоутами встановлена монорейка, якою рухається тельфер. Тельфер призначений для завантажувально-розвантажувальних робіт. По всій довжині підлоги прокладені дві напрямні рейки транспортера. Аварійні люки вантажної кабіни розміщені між 23 і 24 шпангоутами в правому борті та 14-15 — в лівому.
Вантажний люк знаходиться між 33 і 40 шпангоутами і має прямокутну форму. Довжина люка 3 300 мм, а ширина з 33 по 36 шпангоут 2 340 мм і потроху звужується до 2 020 мм на 40 шпангоуті. Люк закривається рампою на кінці якої розміщений клиноподібний наїзд. При закритому люку наїзд плавно переходить у хвостову частину фюзеляжу. При відкриванні рампа може мати два положення: опускатися до землі для завантаження/розвантаження колісної техніки, десантників, поранених тощо, а також рампа може від'їжджати під фюзеляж для парашутного десантування і завантаження/розвантаження безпосередньо з кузова автомобіля.
Хвостовий відсік не герметичний, він несе на собі оперення. В нижній частині відсіку, між 41 і 42 шпангоутами знаходиться вхідний люк.

### Крило
Крило Ан-26 високого розміщення, вільно-тримальне трапецієподібне в плані. Будова крила — кесонного типу, складається з двох лонжеронів і 23 нервюр. Технологічно крило розділене на п'ять частин: центроплан, дві середні (СЧК) і дві знімні (ЗЧК) частини. Центроплан кріпиться до 17 і 20 шпангоута фюзеляжу. На ньому розміщені два однощілинних закрилки, що відхиляються, на СЧК по одному двощілинному висувному закрилку, а на ЗЧК по дві секції елеронів. Загальна площа закрилків — 15 м², кути відхилення — 15° (при зльоті) і до 38° (при посадці). Загальна площа елеронів — 6,12 м², кути відхилення — 24° (вгору) і до 16° (вниз). В середині центроплана знаходяться десять м'яких баків, а в СЧК — два баки-відсіки (по одному з кожного боку).

### Хвостове оперення

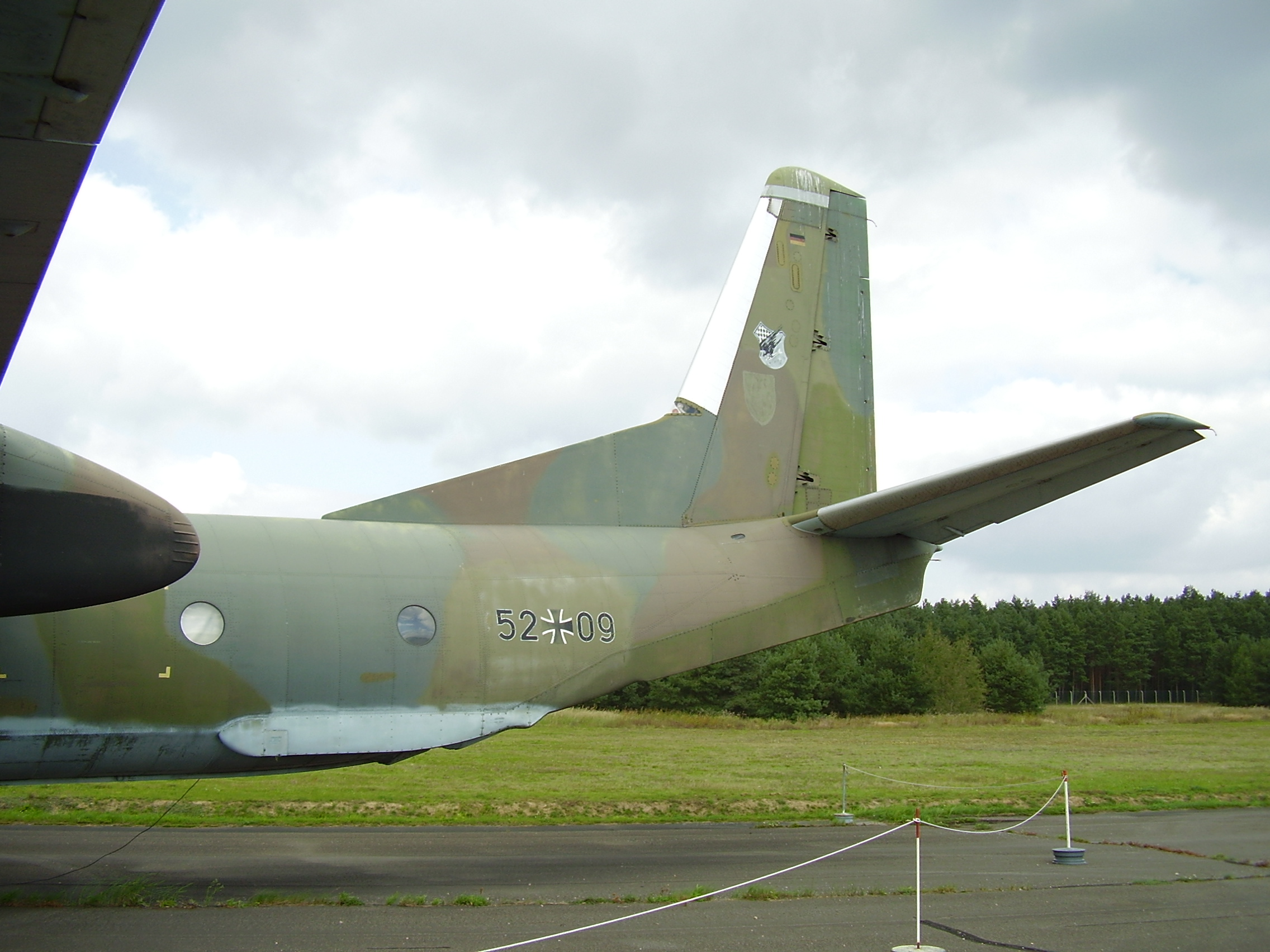
Хвостове оперення літака Ан-26. Музей ВПС Бундесверу.

Хвостове оперення — вільно-тримальне, одно-кільове. Складається із двох консолей стабілізатора з кермом висоти, кіля з кермом напрямку. Стабілізатор і кіль дволонжеронної конструкції. На обох кермах висоти встановлені тримери, а на кермі напрямку — пружинний тример-сервокомпенсатор. Керма (рулі) мають осьову аеродинамічну компенсацію і стовідсотково збалансовані. Загальна площа стабілізатора — 19,83 м², кіля — 13,28 м². Площа керма висоти — 5,16 м², кути відхилення — 25° (вгору) і 20° (вниз). Площа керма напряму — 5 м², кути відхилення — ±25°.

### Шасі
Шасі Ан-26 триопорне, з двома головними і одною передньою опорами. База шасі — 7650 мм, колія — 7900 мм, мінімальний радіус розвороту — 11250 мм. При польоті усі три опори прибираються вперед, основні у відсік в мотогондолах, під двигуном, а передня у відсік під кабіною екіпажу. Відсіки стійок шасі закриваються, як при польоті, так і при рулінні. При випущеному шасі відкритими залишаються маленькі стулки навпроти амортизаційних стійок. На кожній опорі встановлено два колеса з пневматиками і з дисковими гальмами на основних стійках. Передня опора не має гальм, під час руління, вона повертається на кут ± 45°, і на кут ± 9° у разі розгону та пробігу. Випуск та прибирання шасі здійснюється за допомогою гідравлічного циліндра. У разі виходу з ладу гідравлічної системи замки стійок шасі, які знаходяться в прибраному положенні, можна відкрити власноруч. В цьому випадку шасі опускаються і фіксуються в замках опущеного положення за рахунок своєї маси і зустрічного потоку повітря.
Головна опора шасі двоколісна з телескопічними азотно-оливними амортизаторами. Вона складається з: амортизаторної стійки, складаного підкосу, розпору, котрий слугує замком випущеного положення шасі та двох гальмівних коліс. У відсіку основних опор шасі розташовано: силовий циліндр випускання/прибирання стійок шасі, замок прибраного положення шасі та механізм керування стулками.
Передня опора шасі двоколісна з важільною підвіскою та азотно-масляним амортизатором. Вона складається з: амортизаторної стійки з центрувальним пристроєм, кермового механізму, гідроциліндра для гасіння коливань, гідроциліндра випускання/прибирання стійки шасі, замків випущеного та прибраного положення шасі, механізму керування стулками та двох коліс, які не мають гальм.
Колеса основних опор КТ-157 із камерними шинами 1А розміром 1050×400 мм. Передні колеса К2105 із камерними шинами 6А розміром 700×250 мм. Тиск у камерах шин — 4 кгс/см².

### Силова установка

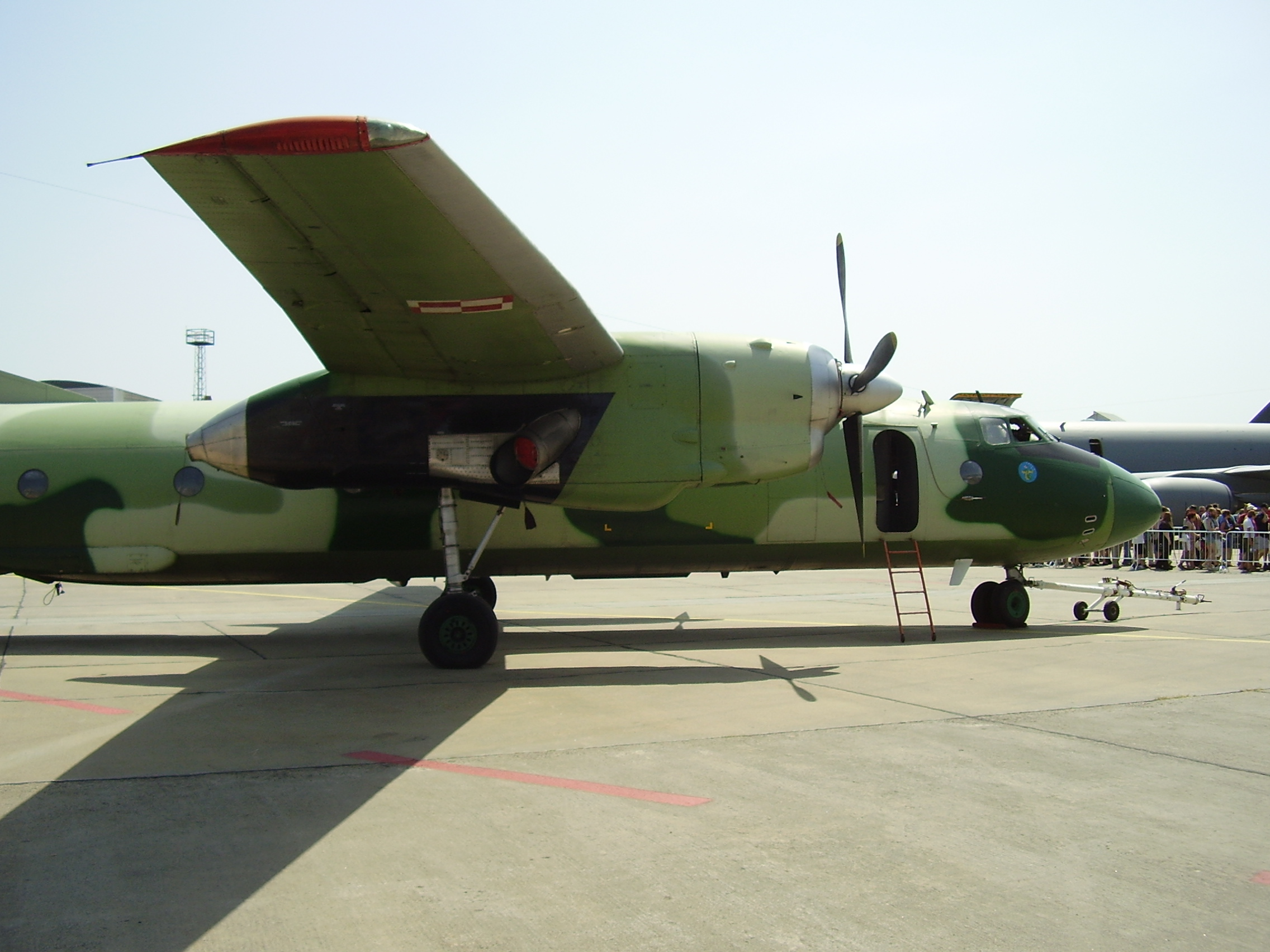
Правий двигун Ан-26. В хвостовій частині розташована ДСУ. Літак польських ВПС.

На Ан-26 встановлено два турбогвинтових двигуни АІ-24ВТ зі злітною потужністю 2820 к.с. Двигуни розташовані в мотогондолах на центроплані. АІ-24ВТ оснащений десяти-ступеневим компресором і триступеневою турбіною. Камера згоряння кільцева із 8 форсунками. Також до складу двигуна входять: стартер, генератор змінного струму, аеродинамічні датчики, давач обмерзання, система передачі крутного моменту, оливний фільтр та регулятор обертів гвинта. Гаряча частина двигуна і вихлопна труба відокремлені від конструкції крила спеціальними протипожежними перегородками та екранами. Для живлення двигунів використовується пальне марок Т-1 і ТС-1. Двигун кріпиться на центроплані крила за допомогою швидкорознімної рами з амортизаторами і силової ферми з переднім силовим шпангоутом.

### ДСУ
У хвостовій частині правої мотогондоли розташована додаткова силова установка (ДСУ): турбореактивний двигун РУ19А-300 з тягою 800 кгс.
Він забезпечує:
- додаткову тягу під час злету і набору висоти;
- необхідну тягу у разі відмови двигуна АІ-24ВТ;
- бортовий (самостійний) запуск двигунів АІ-24ВТ;
- живлення електроенергією бортової мережі літака на стоянці, при непрацюючих двигунах АІ-24ВТ та у разі відмови генераторів СТГ-18ТМО-1000.

Двигун РУ19А-300 оснащено семиступеневим компресором, кільцевою камерою згоряння, одноступеневою турбіною та нерегульованим реактивним соплом.

### Гвинт

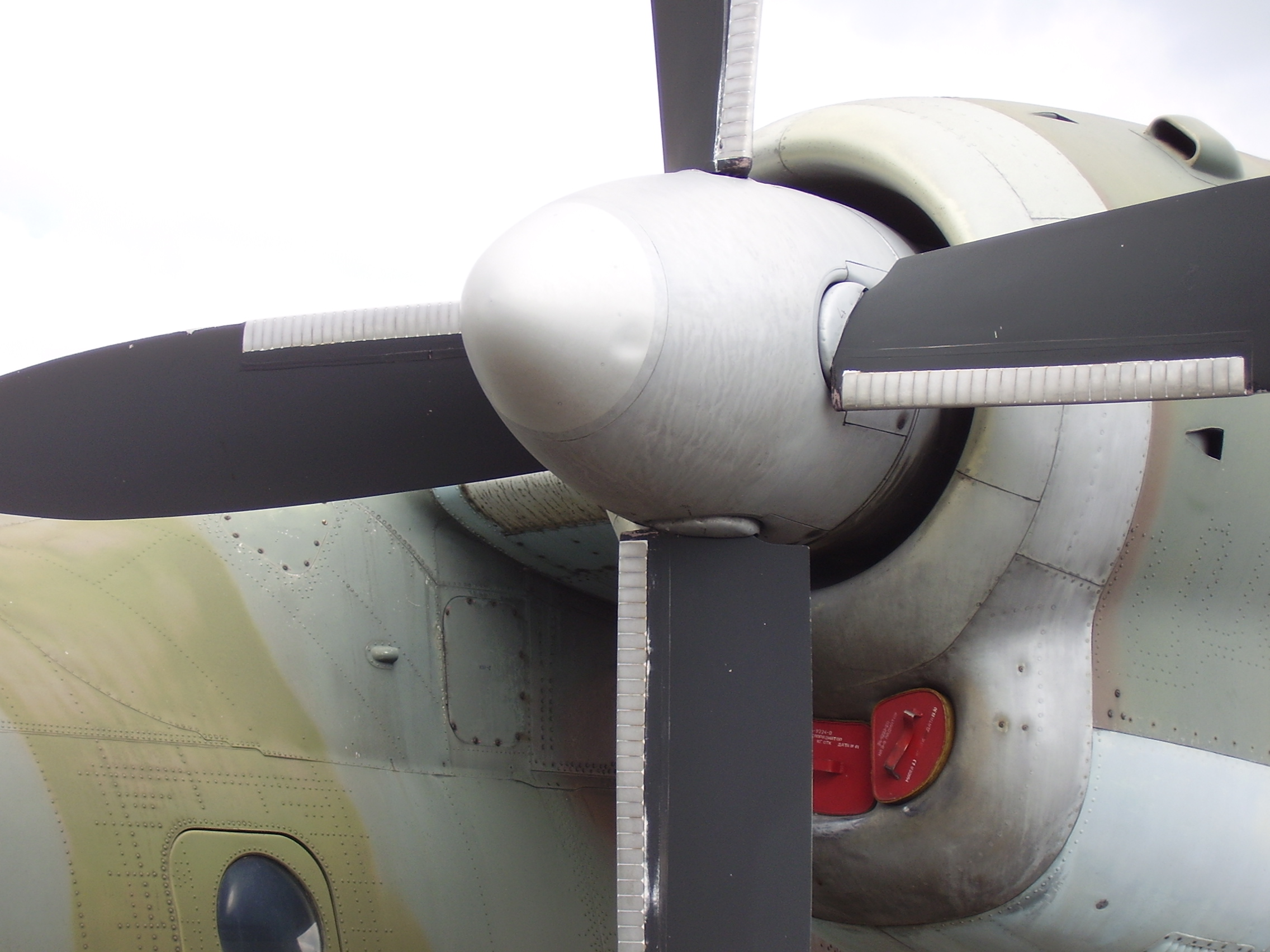
Гвинт АВ-72Т. Ан-26 в музеї ВПС Бундесверу

Гвинт АВ-72Т — тяговий, лівого обертання, флюгується, діаметром 3,9 м. Гвинт одновальної схеми, металевий, з чотирма дюралюмінієвими лопатями. Флюгування його проводиться льотчиком або системою автоматичного флюгування. Вивід гвинта з флюгерного положення примусовий. Переклад лопатей на мінімальний установчий кут під час пробігу після посадки, забезпечує додаткове гальмування літака за рахунок авторотації гвинта.

### Паливна система
Паливна система складається з 10 м'яких баків і двох баків-відсіків. Баки кожного пів-крила розподілено на 3 групи. Для живлення двигунів спочатку береться паливо з першої групи баків, потім з другої, а далі з третьої. Бак 3а також, використовується як розширювальний бак для рівномірного розподілу палива між лівою та правою сторонами літака. Двигун РУ19А-300 живиться від магістралі подачі пального до правого основного двигуна. Заправка баків може проводитись зверху через заправні горловини або централізовано крізь заправний штуцер у відсіку шасі лівої мотогондоли. У польоті, система нейтрального газу заповнює простір над пальним, вуглекислим газом — також ця система використовується як додатковий засіб пожежогасіння.

### Мастильна система
Кожен двигун має автономну маслосистему (МС), яка забезпечує подачу мастила для змащування і охолодження двигуна, керування повітряним гвинтом та роботи системи зміни крутного моменту. МС поділяється на внутрішню і зовнішню. Внутрішня МС складається із: нагнітальної і відкачувальної секції МС, повітровіддільника, оливних фільтрів, каналів двигуна, маслозбірника і трубопроводів, що розташовані безпосередньо на двигуні. Зовнішня МС складається із: маслобаку, дренажного бачка, маслорадіатора з терморегулятором, флюгерного насоса, трубопроводів та контрольних приладів.

### Протипожежна система
На Ан-26 є стаціонарна протипожежна система і ручні переносні вогнегасники. Стаціонарна система розділена на протипожежну систему літака і протипожежну систему двигунів.
Протипожежна система літака призначена для придушення пожеж у відсіках лівої та правої частин крила і в лівій та правій мотогондолах. Система складається із чотирьох вогнегасників ОС-8МФ або УБЦ8-1, двох блоків протипожежних клапанів, системи сигналізації про пожежу ССП-2А, розпилювальних колекторів і трубопроводів. Керування системою здійснюється, і в ручну зі щитка пожежогасіння, і автоматично від датчиків сигналізації. Також під час аварійних посадок без випущеного шасі, від кінцевих вимикачів, розташованих на днищі фюзеляжу, одночасно спрацьовують усі вогнегасники, і відкриваються усі клапани.
Протипожежна система двигунів призначена для усунення пожежі в двигунах. Система складається із чотирьох вогнегасників ОС-2 або УБШ2-1, фільтрів, системи сигналізації про пожежу ССП-7, трійників та трубопроводів.

### Гідравлічна система
Гідравлічна система (ГС) призначена для прибирання/випуску шасі, повороту коліс передньої опори шасі, гальмування коліс основних опор шасі, випуску/прибирання закрилків, для приводу склоочисників, аварійного ввімкнення золотників флюгування повітряних гвинтів і зупинки двигунів, відчинення і зачинення кришки аварійного люку і керування рампою вантажного люку. Як робоча рідина використовується мінеральне мастило АМГ-10. Загальний об'єм ГС 65л. ГС складається із основної, аварійної і системи ручного насоса.
Основна ГС використовується при нормальних умовах і обслуговує усі вузли, які працюють від ГС. Джерелом тиску для основної ГС слугують два насоси розташовані на двигунах. Також в системі є гідроакумулятори, які забезпечують роботу вузлів під час стоянки літака.
Аварійна ГС може використовуватись для випуску закрилків, гальмування коліс, відчинення кришки аварійного люку і керування рампою вантажного люку, при виході з ладу основної ГС. Джерелом тиску аварійної ГС слугує електронасос. За потреби, цей насос може бути приєднаним до основної ГС.
Система ручного насоса може використовуватись для керування рампою.
Вся ГС має спільний бак ємністю 37 л. Проте штуцер відбору рідини для основної системи находиться вище дна, а аварійної і системи ручного насосу — на дні. Це забезпечує запас рідини для цих систем у разі втрати рідини з основної ГС.

### Електросистема
Забезпечує живлення постійним струмом напругою 27 В, змінним (з частотою 400 Гц) однофазним струмом напругою 115 В і трифазним струмом напругою 36 В. Як основне джерело постійного струму використовуються два стартер-генератори СТГ-18ТМ, а змінного струму, напругою 115В, — два генератори ГО16ПЧ8. Джерелом змінного струму, напругою 36В, слугує перетворювач ПТ-1000ЦС. Для аварійного живлення споживачів постійного струму на борту є три акумуляторні батареї 12АМ-2В, змінного струму напругою 115В — перетворювач ПО-750А, а змінного струму напругою 36В — трансформатор ТС-310С04А, первинна обмотка якого під'єднана до правого генератора змінного струму ГО16ПН8. Авіагоризонт АГД-1 та компас ГІК-1 мають окреме резервне живлення від перетворювача напруги ПТ-200.

### Радіоустаткування
Радіоустаткування Ан-26 поділяється на радіо-зв'язкове, радіонавігаційне та радіолокаційне обладнання.
Радіо-зв'язкове обладнання призначене для двохстороннього телефонного та телеграфного зв'язку із землею та іншими літаками, зв'язку між членами екіпажу.
До його складу входить: переговорний пристрій СПУ-7; зв'язкова радіостанція, яка складається із короткохвильового (КХ) передавача Р-836, приймача УС-8К та середньохвильового (СХ) передавача СВБ-5; ультракороткохвильова (УКХ) радіостанція Р-802В; радіостанція Р-832М; магнітофон МС-61Б.
Радіонавігаційне обладнання призначене для забезпечення високоточного літаководіння та приземлення за приладами за важких метеорологічних умов вдень та вночі.
До його складу входить: два набори автоматичних радіокомпасів АРК-11; система сліпого приземлення СП-50М; радіовисотомір РВ-4; станція близької навігації РСБН-2С; автоматичний УКХ радіокомпас АРК-У2 із радіоприймачем Р-852 (встановлювався на літаках до № 3204) та автоматичний радіокомпас ультракоротких і дециметрових хвиль АРК-УД (встановлювався на літаках з № 3205).
Радіолокаційне обладнання призначене для огляду земної поверхні, виявлення гір, грозових фронтів і зустрічних літаків, визначення кута знесення та вирішення інших задач.
До його складу входить: радіолокаційна станція РПСН-3Н (встановлювався на літаках до № 2405) та радіолокаційна станція «Гроза-26» (встановлювався на літаках з № 2406); апаратура для літаків РПМ-СМ; відповідач; станція СЗМ; рентгенометр ДП-3Б.

### Пілотажно-навігаційне обладнання
За допомогою пілотажно-навігаційного обладнання виконується пілотування літака, контролюється його положення відносно землі та здійснюється навігація. До такого обладнання відносяться: комбінований показник швидкості КУС-730/1100; висотомір ВД-10К; варіометр ВАР-30МК; дистанційний авіагоризонт АГД-1; автомат кутів атаки і перенавантажень АУАСП-24КР; гіроскопічний індукційний компас ГИК-1; комбінований пілотажний прилад КППМ; гіронапівкомпас ГПК-52АП; задавач курсу ЗК-2; вимикач корекції ВК-53РШ; автопілот АП-28Л1; центральна гіровертикаль ЦГВ-4 (встановлювався на літаках до № 2405); показник відновлення УВ-2К (встановлювався на літаках до № 2405); показник повороту ЕУП-53МКМ-500; магнітний рідинний компас КІ-13; термометр зовнішнього повітря ТНВ-15; авіаційний годинник АЧС-1; астрономічний компас АК-59П; навігаційний індикатор НІ-50БМК; варіометр ВР-10; показник висоти та перепаду тиску УВП-15; показник швидкості УС-80У; годинник АВРМ; прилади контролю за роботою двигунів та контролю за висотною і гідравлічною системою.

### Система проти обмерзання
Складається з повітряно-теплової та електро-теплової систем.
Повітряно-тепловою системою проти обмерзання оснащено крила, оперення літака та повітрозабірники двигунів. Гаряче повітря в систему проти обмерзання, надходить від 10 ступеня компресора кожного двигуна патрубком, прокладеним правим бортом мотогондоли. В повітряно-тепловій системі використовується мікроінжекторний спосіб розподілу повітря із рециркуляцією відпрацьованого повітря. Цей спосіб забезпечує ефективний, рівномірний обігрів поверхні по всій довжині, а також ощадні витрати гарячого повітря.
Електро-тепловою системою проти-обмерзання, оснащено повітряні гвинти, вітрове скло кабіни екіпажу і приймачі повітряного тиску.

### Система кондиціювання повітря
Система кондиціювання повітря призначена для підтримки в герметичній кабіні температури і тиску повітря в допустимих межах на великих висотах. Повітря для підігріву/охолодження, вентиляції та наддуву кабіни відбирається поза компресорами основних двигунів. Для охолодження до потрібної температури, повітря проходить крізь холодильну установку, після чого потрапляє в кабіну. Повітря відбирається зі швидкістю 1440 кг/год, що забезпечує 20-26 кратний обмін повітря в кабіні. Тиск в кабіні регулюється випускним клапаном.

### Десантно-транспортне обладнання
У вантажній кабіні, по обидва боки, розташовано складані сидіння для десантників. Також для парашутного десантування кабіна оснащується тросами примусового розкриття парашутів, системою прибирання витяжних мотузок та запобіжним огородженням. Після десантування витяжні мотузки прибираються в середину кабіни вручну або за допомогою транспортера.
Для парашутного десантування вантажу, в підлозі вантажної кабіни вмонтовано транспортер П157. Загальна маса вантажу може бути до 4550 кг. Також транспортер може використовуватись для механічного завантаження/вивантаження літака на землі. На стелі кабіни розміщена лебідка та каретка на монорейках. Вони призначені для підняття/опускання вантажу з землі або кузова автомобіля, та переміщення його над кабіною. Несамохідну колісну техніку можна завантажувати за допомогою транспортера (загальна маса вантажу до 3000 кг.) або за допомогою тягача, та системи блоків.
У санітарному варіанті, у вантажній кабіні літака встановлюються санітарні стійки та ремені для кріплення носилок. На кожній стійці є три замки для кріплення ручок носилок, друга ручка носилок вставляється в петлі ременів. Загалом в літаку можна встановити 24 носилки з пораненими.

## Технічні характеристики
Джерело: 
Основні характеристики
- Екіпаж: 3-5 чоловік(залежно від модифікації)
- Пасажиромісткість: 40 десантників, 24 поранених на ношах.
- Вантажопідйомність: 5500 кг
- Довжина: 23,8 м
- Висота: 8,58 м
- Розмах крила: 29,20 м

- Площа крила: 74,98 м²
- Крило у плані: трапецієподібне
- Нормальна злітна маса: 23000 кг
- Максимальна злітна маса: 24000 кг
- Маса палива у внутрішніх баках: 5500 л
- Силова установка: 2 × Турбогвинтовий АІ-24ВТ  2820 к.с. ( )
- Повітряний гвинт: АВ-72Т
- Діаметр гвинта: 3,9 м
- Допоміжна силова установка: 1 × турбореактивний РУ19А-300 
  - Тяга допоміжної силової установки: 1 × 800 кгс

Льотні характеристики
- Максимально допустима швидкість: 540 км/год
- Крейсерська швидкість: 440 км/год

посадкова швидкість = 230 - 250 км/год
- Практична дальність: 1100 км
- Перегінна дальність: 2660 км
- Довжина розгону: 530 м (при злітній масі 20т), 870 м (при злітній масі 24т)
- Довжина пробігу: 580 м (при злітній масі 20т), 770 м (при злітній масі 24т)

Озброєння
- Точки підвіски: 4 балкових тримача БДЗ-34
- Бомби: калібром до 1000 кг

## Модифікації

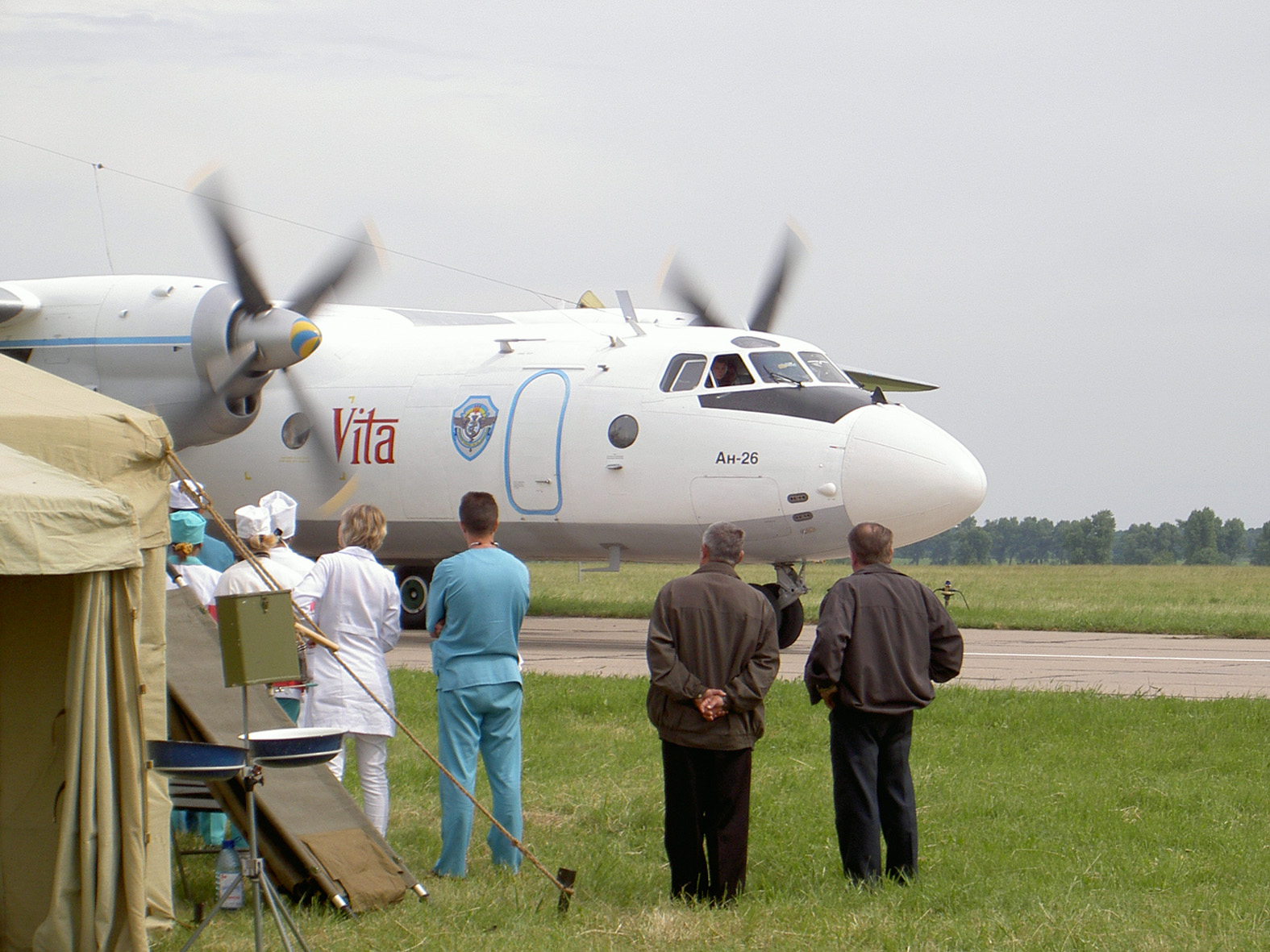
Реанімаційно-операційний літак Повітряних Сил ЗС України Ан-26 «Віта».

- Ан-26 — базовий. Випускався з 1968 року.[4]
- Ан-26 — штабний. Відрізнявся пасажирським салоном на 12 місць в передній частині вантажної кабіни.
- Ан-26 «Віта» — санітарно-транспортний. У 2001 році для ВПС України перероблений один літак.
- Ан-26 «Нельма» — літак льодової розвідки. Несе на борту комплекс «Нельма». У 1990 році на КіАПО переобладнаний один літак.
- Ан-26 «Погода» — літак для боротьби з грозовими хмарами. У 1988 році на КіАПО переобладнаний один літак.
- Ан-26 «Стандарт» (АН-26 «Калібрувальник», Ан-26КПА) — літак для перевірки аеродромних радіотехнічних засобів. Розроблений в 1986 році. Переобладнано 20 літаків.
- Ан-26 «Сфера» — літак для дослідження фізичних властивостей атмосфери. У 1991 році переобладнано один літак для АН України.
- Ан-26-100 — пасажирський. Відрізняється пасажирським салоном на 43 місця, додатковими ілюмінаторами, складом устаткування. З 1999 року переобладнуються транспортні Ан-26 на авіаремонтних заводах у Києві, Ростові-на-Дону та Іркутську.
- Ан-26А — транспортний літак для посадкового десантування. Відрізнявся відсутністю обладнання для повітряного десантування і блістера у штурмана. У 1971 році виготовлено один літак.
- Ан-26Б — цивільний літак для контейнерних перевезень. Відрізняється бортовими засобами механізації вантажно-розвантажувальних і швартувальних робіт, складом БРЕО, полегшеною підлогою, відсутністю блістера кабіни штурмана. Розроблений в 1980 році. У 1980—1985 роках виготовлено 116 літаків.
- Ан-26Б «Циклон» — літак для боротьби з грозовими хмарами. Відрізняється обладнанням для розсіювання йодистого срібла і гранул вуглекислоти. У 1987 році на КіАПО переобладнаний один літак.
- Ан-26Б-100 — пасажирський на базі Ан-26Б. Розроблений в 1999 році.
- Ан-26Д — зі збільшеною до 3600 км дальністю польоту. Відрізняється 2 додатковими зовнішніми незнімними паливними баками по 1500 л. Розроблений в 1995 році для ВПС Росії. У 1996 році на КіАПО переобладнаний один літак.
- Ан-26К — дослідний для випробувань прицільної станції «Кайра».
- Ан-26ЛЛ — літна лабораторія. У різні роки переобладнано кілька літаків для проведення різного роду випробувань.
- Ан-26М «Рятівник» — літак невідкладної реанімаційно-хірургічної допомоги. Відрізнявся спеціально обладнаними салонами (хірургічним і терапевтичним), ДСУ ТА-9 в лівій мотогондолі. Розроблений в 1977 році. Переобладнано 2 літаки.
- Ан-26П — пожежник. Відрізняється 2 зовнішніми виливними пристроями по 2000 л. Розроблений в 1987 році. Переобладнано 5 літаків, але в середині 1990-х років переобладнані в початковий варіант.
- Ан-26П «Прожектор» — дослідний для випробування станції лазерного підсвічування цілі. Відрізнявся вузлами підвіски високоточних ракет і бомб. Виготовлений в 1973 році.
- Ан-26РЛ — літак льодової розвідки. Відрізняється наявністю фотокамери і спеціального устаткування, додатковими блістерами. У 1987 році на КіАПО переобладнаний один літак.
- Ан-26РТ — ретранслятор. Відрізнявся радіоретрансляційною станцією «Інжир». Розроблений в 1972—1973 роках.
- Ан-26РТ (Ан-26РТР, Ан-26РР) — літак радіотехнічної розвідки. Відрізнявся складом устаткування. На Іванівському АРЗ № 308 переобладнано 42 літака.
- Ан-26РЕП — літак радіоелектронної протидії. Відрізнявся станціями постановки активних перешкод СПС-151 і СПС-153, пристроєм створення інфрачервоних перешкод АСО-2И-Е7Р. Виготовлений в одному примірнику в 1974 році.
- Ан-26С — «салон». Відрізняється складом устаткування, додатковою шумоізоляцією. Розроблений в 1997 році.
- Ан-26Ш — літак для підготовки штурманів. Відрізнявся 10 робочими місцями для курсантів в салоні. Розроблений в 1972—1973 роках. Виготовлено 36 літаків.
- Ан-32 — високогірний. Відрізняється двигунами АІ-20Д. Перший політ у 9 липня 1976. Виготовлено 337 літаків.
- Y-7H (Y-14-100) — китайський варіант Ан-26.
- Y-7H-500 — китайський цивільний транспортний літак. Розроблений в 1992 році. Випускається на Сіаньському авіазаводі.

## Участь у військових конфліктах
Серйозним випробуванням для Ан-26 стала війна в Афганістані, коли в тих умовах, найважливіше значення набули ретранслятори, за допомогою яких забезпечувався радіозв'язок між штабом 40-ї армії і розкиданими по країні гарнізонами, велося керування бойовими і пошуково-рятувальними операціями. Ан-26РТ майже безперервно «висіли» над Кабулом, змінюючи один одного в повітрі. Звичайна добова норма нальоту для одного екіпажу становила 5 годин, але у дні великих операцій, коли одночасно працювало кілька ретрансляторів, авіаторам доводилося проводити в повітрі вдвічі більше часу.

## У кінематографі
Ан-26 був залучений до знімань третьої частини американського бойовика «Нестримні». Повітряне судно перебувало на одному знімальному майданчику із Сильвестром Сталлоне, Арнольдом Шварценеггером, Антоніо Бандерасом та іншими.

## Аварії та катастрофи
З часу взяття на озброєння 26 травня 1975 і до 25 вересня 2020 року розбилося 143 літаки Ан-26, загинуло 1387 осіб.
Зокрема, впродовж війни в Афганістані, було втрачено шість літаків Ан-26: чотири збиті з ПЗРК, один — зі стрілецької зброї й один пошкоджено під час ракетного обстрілу аеродрому.
| Дата             | Приналежність літака                                        | Місце                                                                   | Жертви                                     | Причини |
| ---------------- | ----------------------------------------------------------- | ----------------------------------------------------------------------- | ------------------------------------------ | --- |
| 6 березня 2018   | ВПС Росії, RF-36162                                         | база ВПС РФ Хмеймім                                                     | 39/39                                      | Причини розслідуються. |
| 3 жовтня 2018    | збройні сили Судану                                         | Аеропорт Хартум, Судан                                                  | без жертв                                  | Після приземлення під час пробігу на посадковій смузі був вдарений Ан-32, який приземлився трохи згодом |
| 25 вересня 2020  | Повітряні сили ЗСУ                                          | м. Чугуїв, Харківська область                                           | 26/27                                      | У ході виконання тренувального польоту, літак з курсантами та інструкторами під час приземлення відхилився ліворуч від глісади і зіткнувся з землею. |
| 13 березня 2021  | Прикордонна служба комітету національної безпеки Казахстану | Алмати, Казахстан                                                       | 4/6                                        | Під час заходу на посадку розбився транспортний літак Ан-26. За попередніми даними четверо членів екіпажу загинуло, ще двоє отримали поранення. Подія сталась о 17:20 за місцевим часом, про причини авіатрагедії нічого не повідомляється. |
| 21 травня 2021   | Південний Судан                                             | між Бором і Джуба в Південному Судані                                   | без жертв                                  | В крейсерському польоті був втрачений гвинт № 1 який впав неподалік траси Бор-Джуба. Проте літак продовжив політ та здійснив приземлення у місті Джуба. Інцидент стався без жертв. |
| 22 вересня 2021  | Російська Федерація                                         | в районі заповідника Хехцир під Хабаровськом                            | загинув весь льотний склад з шести чоловік | За 38 км від аеропорту міста Хабаровська, приблизно в районі заповідника Хехцир з радарів зник літак Ан-26. Як основна причина катастрофи була спершу названа погана погода. |
| 2 листопада 2021 | авікомпанія Optimum Aviation                                | аеропорт м. Джуба                                                       | 5/5                                        | Під час зльоту розбився транспортний літак Ан-26. За попередніми даними загинули всі п'ятеро членів російського екіпажу. |
| 22 квітня 2022   | Україна                                                     | с. Михайлівка, Вільнянський район, Запорізька область                   | 1/3                                        | За попередньою інформацією літак зачепив електроопору, внаслідок чого загорівся двигун. На борту було троє пілотів, один загинув, двоє доправлені в лікарню. Літак виконував технічний рейс. |
| 13 червня 2024   | авіакомпанія UTair (РФ)                                     | аеропорт «Утрєнній», Тазівський район, Ямало-Ненецький автономний округ | 3 поранених/41                             | Пасажирський літак Ан-26 авіакомпанії Utair, чартерний рейс за маршрутом с.Сабетта - с.Утрєнній здійснив жорстку посадку за 1 км від ЗПС аеропорту «Утренній». При посадці корпус літака зламався навпіл. Командир літака та 2-й пілот отримали травми, також постраждала одна пасажирка. Загалом на борту знаходилася 41 особа - 36 пасажирів + 5 членів екіпажу. |